# Michael McFaul
Michael McFaul, né le 10 janvier 1963 à Glasgow, Montana, est un ancien ambassadeur des États-Unis à Moscou,, ainsi qu'un écrivain américain.

## Biographie

### Prise de position
Il apporte son soutien à l'opposant russe Alexeï Navalny, estimant que « le combat héroïque de Navalny n’est pas différent de celui de Gandhi, King, Mandela et Havel ».